# Elke Kappen
Elke Kappen (geboren am 21. Mai 1963 in Kamen) ist eine deutsche Diplom-Sozialarbeiterin und Kommunalpolitikerin.

## Leben
Nach dem Abitur am Städtischen Gymnasium in Kamen studierte Kappen Soziale Arbeit an der Fachhochschule Hagen. Sie war 30 Jahre in der Nachbarstadt Werne tätig, unter anderem als Dezernentin für Jugend, Familie, Bildung, Kultur und Sport. Von 2016 bis 2018 war sie 1. Beigeordnete und allgemeine Vertreterin des Bürgermeisters der Stadt Kamen.
Am 8. März 2018 wurde Elke Kappen von der Kamener SPD mit 50 von 51 Stimmen als Bürgermeister-Kandidatin nominiert. Bei der Bürgermeisterwahl am 17. Juni 2018 gab es keinen klaren Sieger. Die Stichwahl am 1. Juli 2018 gewann Kappen mit 54,3 Prozent, ihre Konkurrentin Tanja Brückel (parteilos) erhielt 45,7 Prozent der Stimmen. Die Wahlbeteiligung lag mit 33 Prozent unter der Wahlbeteiligung der vorangegangenen Wahl. 
Elke Kappen trat am 1. August 2018 ihr Amt als Bürgermeisterin an. Die Amtszeit von Kappen endet im Jahr 2025, da ihr Vorgänger Herman Hupe vor Ablauf seiner Amtszeit aus dem Amt ausgeschieden ist.